# زنبق النهار الدومورتيري

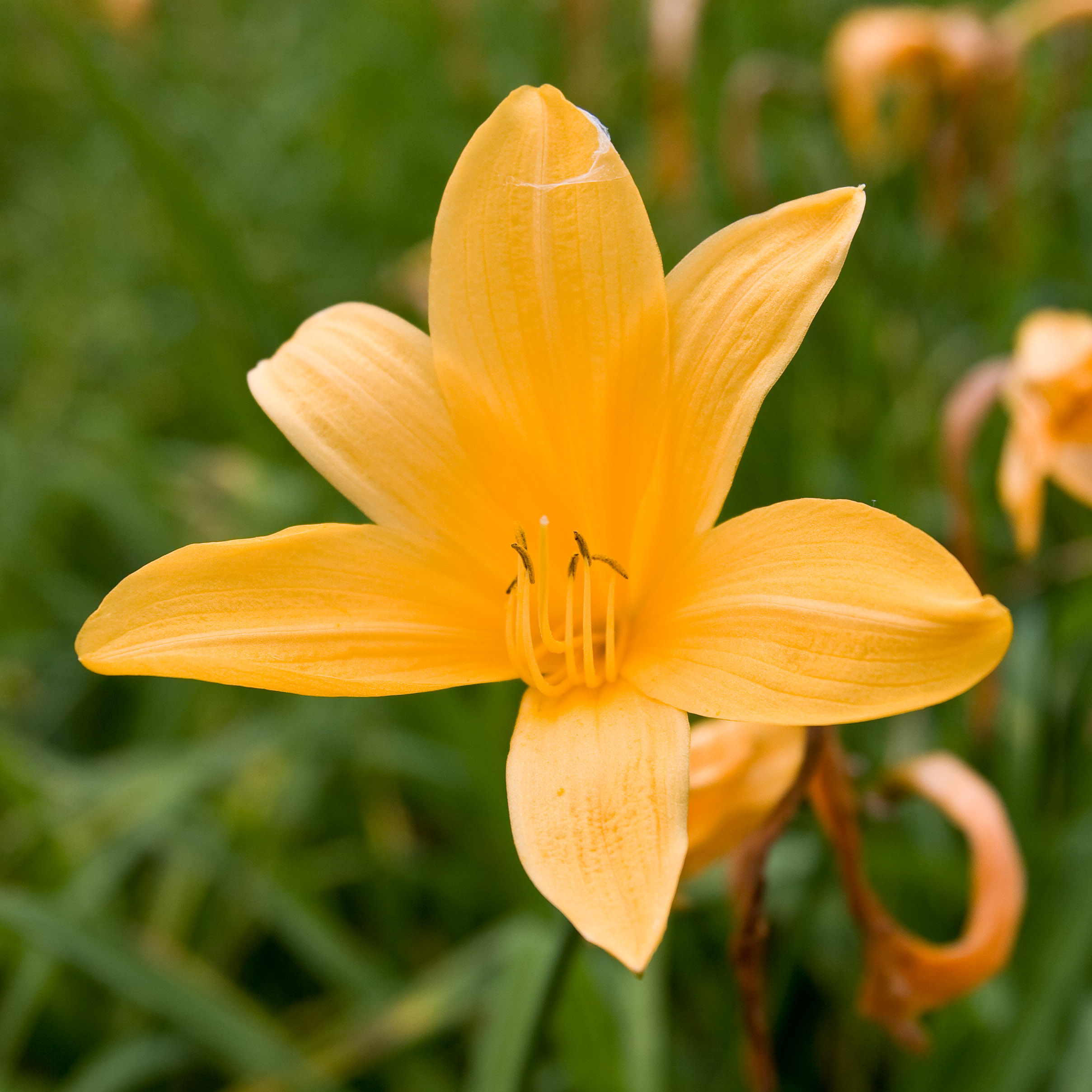

زنبق النهار الدومورتيري (الاسم العلمي:Hemerocallis dumortieri) هو نوع من النباتات يتبع جنس زنبق النهار من فصيلة المصفورية.